# Gestreepte bosuil
De gestreepte bosuil (Strix varia) is een lid van de familie van de 'echte' uilen (Strigidae).

## Kenmerken
Volwassen individu is 40-63 cm groot met een spanwijdte van 96-125 cm. Lichaamsgewicht is 500-1000 gram. Het gezicht is bleek met donkere kringen rond de ogen, een gele snavel en bruine ogen, in tegenstelling tot de andere uilen in het oosten van de Verenigde Staten; zij hebben allen gele ogen. Het hoofd is rond en zonder oorpluimen. De bovenste delen van het lichaam zijn grijs-bruin gevlekt. De onderste delen zijn lichtgekleurd met markeringen; de borst is horizontaal gestreept, terwijl de buik verticaal gestreept is. De poten zijn tot de klauwen gevederd.

## Verspreiding en leefgebied
Deze soort komt voor in het gehele oostelijke deel van  Noord-Amerika. Vooral in de moerassen van het warme zuiden is zijn rijke stem 's nachts vaak te horen. In de rest van het gebied komt hij minder voor, meestal in dichte bosgebieden. Ook in het noordwesten van de VS en Canada wordt hij steeds vaker gezien: hij is bezig zijn territorium in die richting uit te breiden. Hij komt daarbij op het terrein van zijn wat kleinere neef de gevlekte bosuil (S. occidentalis), een bosuilsoort met rodelijststatus.

## Status
De grootte van de populatie is niet gekwantificeerd maar de omvang is de afgelopen 40 jaar flink toegenomen. Op de Rode lijst van de IUCN heeft deze soort de status niet bedreigd.